# ژان-باپتیست سندرنس
ژان-باپتیست سندرنس (فرانسوی: Jean-Baptiste Senderens‎; ۲۷ ژانویهٔ ۱۸۵۶ – ۲۶ سپتامبر ۱۹۳۷) کشیش، شیمی‌دان اهل فرانسه بود. عمده شهرت وی به دلیل کشف واکنش ساباتیه به صورت مشترک با پل ساباتیه است. همچنین وی یکی از دانشمندان پیشرو در زمینه شیمی کاتالیزور‌ها به‌ویژه فرآیند هیدروژنه کردن بود که در تولید مارگارین کاربرد دارد.